# قائمة العطل الرسمية في باكستان
يتم الاحتفال بأعياد باكستان وفقًا للتقويمين الإسلامي أو الغريغوري للأغراض الدينية والمدنية على التوالي. يتم الاحتفال بالأعياد الدينية مثل «عيد الفطر» وفقًا للتقويم الإسلامي بينما يتم الاحتفال بالأعياد الوطنية الأخرى مثل يوم العُمّال العالمي ويوم باكستان ويوم القائد الأعظم وفقًا للتقويم الميلادي.

## العُطل في باكستان
| تاريخ                             | الاسم الانجليزي   | الاسم المحلي                                | ملاحظات |
| --------------------------------- | ----------------- | ------------------------------------------- | --- |
| 5 فبراير                          | يوم كشمير         | یوم یکجحتی کشمیر يوم كشمير                  | احتجاج على الإدارة الهندية في جامو وكشمير . |
| 23 مارس                           | يوم باكستان       | یوم پاکستان يوم باكستان                     | إحياءً لذكرى قرار لاهور ، الذي طالب رسميًا بإقامة دولة مستقلة ذات أغلبية مسلمة من الإمبراطورية الهندية البريطانية ؛ كما أُعلنت الجمهورية في مثل هذا اليوم من عام 1956. كما يقام عرض في هذا اليوم لعرض الأسلحة. |
| 1 يجوز                            | يوم العمل         | یوم مزدور يوم مزدور                         | يحتفل بإنجازات العمال |
| 14 أغسطس                          | يوم الاستقلال     | یوم استقلال يوم الاستقلال                   | بمناسبة استقلال باكستان عن المملكة المتحدة ، وتشكيل باكستان عام 1947 |
| 25 ديسمبر                         | يوم القائد الأعظم | یوم ولادت قائداعظم يوم ولايات القائد الأعظم | عيد ميلاد محمد علي جناح مؤسس باكستان |
| أعياد التقويم الإسلامي (القمري )  |                   |                                             | |
| ذي الحجة من العاشر إلى الثاني عشر | عيد الأضحى        | عید الاضحٰی                                  | نهاية مناسك الحج. التضحيات المقدمة في هذا اليوم إحياء لذكرى استعداد إبراهيم للتضحية بابنه |
| شوال ١-٣                          | عيد الفطر         | عيد الفطر                                   | نهاية شهر رمضان |
| ربيع الأول 12                     | المولد النبوي     | عيد ميلاد النبی                             | عيد ميلاد النبي محمد (صلى الله عليه وسلم) |
| 9 و 10 محرم                       | عاشوراء           | عاشوراء/یوم کربلا                           | يوم كربلاء للشيعة حدادا على الشهيد الامام الحسين بن علي |

- 23 يناير - يوم منيب
- 21 أبريل - ذكرى وفاة العلامة محمد إقبال
- - 22 أبريل - اليوم الوطني للكتاب [1]
- 28 مايو - يوم التكبير
- 6 سبتمبر - يوم الجيش / يوم الدفاع أو يوم القوات المسلحة الباكستانية (يوم الفوج / يوم الدفاع). في مثل هذا اليوم بدأت الحرب الهندية الباكستانية عام 1965
- 7 سبتمبر - يوم القوات الجوية (يوم الفيزية) يعتمد على الحكومة الفيدرالية في هذا اليوم أطلق محمد محمود عالم طائرات في دقيقة واحدة في الحرب الهندية الباكستانية عام 1965 ليسجل رقمًا قياسيًا عالميًا.
- 8 سبتمبر - يوم النصر / يوم البحرية (يوم البحرية ).
- 16 أكتوبر - ذكرى وفاة لياقت علي خان
- - 24 أكتوبر: يوم آزاد كشمير (يوم التأسيس).
- 7 ديسمبر - يوم الناخبين الوطني [2]

## أُنظر أيضاً
- أعياد المسلمين
- الأعياد والمناسبات الوطنية في باكستان.